# 北条海岸

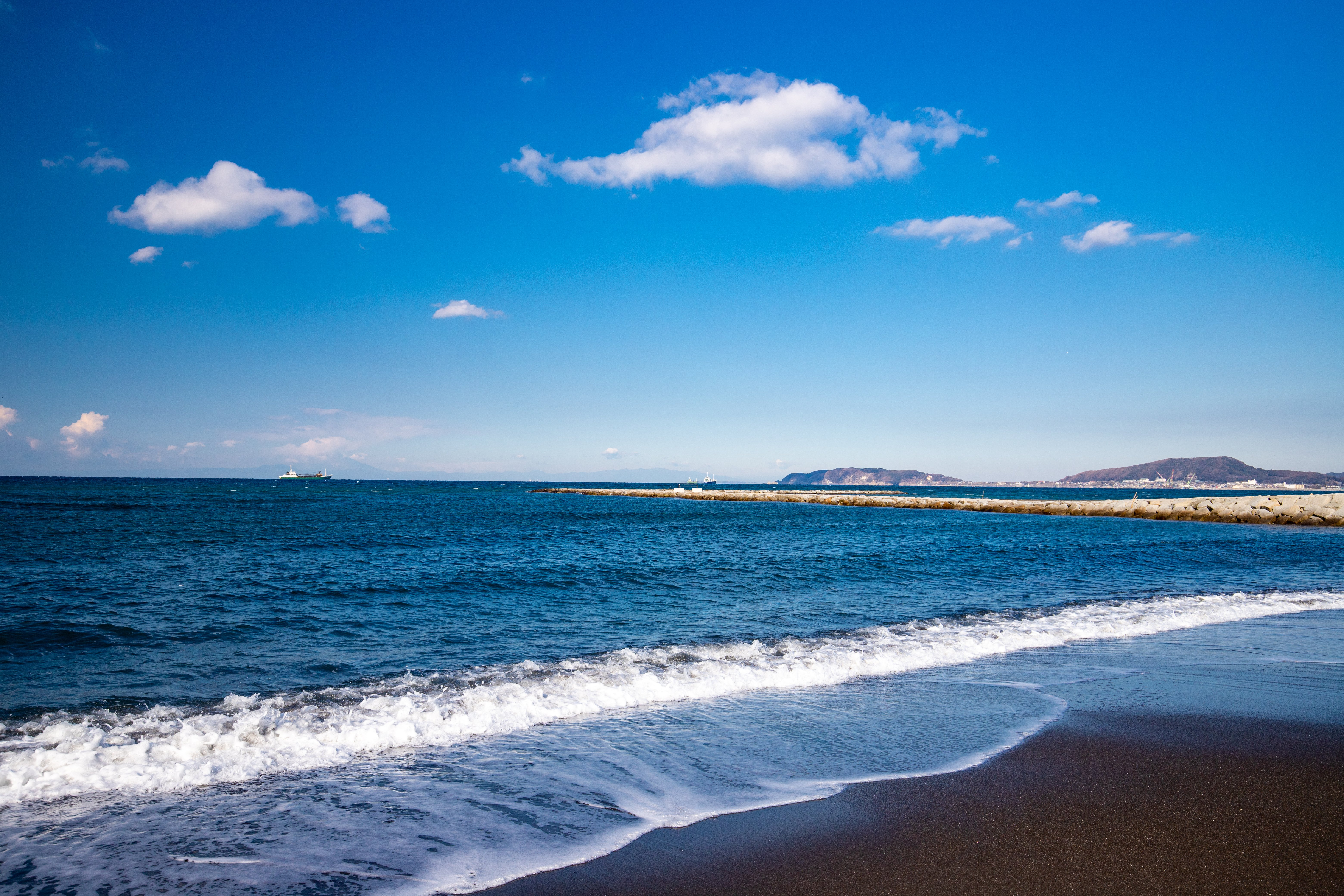
北条海岸

北条海岸（ほうじょうかいがん）は千葉県館山市北条地区にある海岸。海岸は館山湾（別名：鏡ケ浦）に面しており、海水浴の適地として古くから知られる。1919年（大正8年）に房総線（現・内房線）が開通し、海岸から2列目の砂洲に安房北条駅（現・館山駅）が出来ると東京からの船便もあったこの海岸は民宿や学校の寮などが次々に出来、南房の中心的な海水浴場が形成された。現在でもシーズン中には海の家（立教大学キャンプストアなど）と海水浴客が海岸を埋め、海岸沿いにはホテルの進出も見られる。

## 館山湾寒中水泳大会
起源は大正時代、旧制安房中学校（現県⽴安房⾼校）の部活で⾏われ、やがて全校⾏事化した寒中水泳である。1948年（昭和23年）に、当時皇太子であった明仁上皇が館山市を訪れた際に記念行事として行われて以来、毎年1月の第3土曜日に当海岸で行われている。地元の中学・高校生を中心に⽼若男⼥が参加し、冷たい風が吹く中、恒例の天突き体操で気合を⼊れ、学校や職場ごとに肩を組んで輪を作り冬の海に身を投じる。
同市教育委員会スポーツ課によると、「⽣徒の元気な姿を⾒て観客も元気をもらえる。冬の館⼭の風物詩です」とのこと。